# Una teoria del tot excepcionalment simple
Una teoria del tot excepcionalment simple és una base per a una teoria de camp unificat. Molt sovint es refereix com a teoria E(8) i tracta de descriure totes les interaccions fonamentals conegudes de la física i, de pas, una possible teoria del tot. El document es va enviar a arXiv per Antony Garrett Lisi el 6 de novembre del 2007, i no va ser sotmesa a una revisió per poder ser publicada en una revista científica. El títol és un joc de paraules sobre àlgebra utilitzada, un grup de Lie d'entre els més grans, dels més simples i excepcionals: E(8). Utilitzant la teoria de la representació, el document es descriu com l'estructura combinada de totes les forces, la gravitacional i les del model estàndard (forta, dèbil i electromagnètica). Segons ha afirmat el mateix Lisi, la seva teoria es troba incompleta i tant podria ser corroborada com fracassar estrepitosament. Com que la manca d'estructures estranyes i paràmetres lliures
assegura prediccions comprovables (a diferència de la teoria de cordes) s'espera que el LHC resolgui definitivament la qüestió.